# Grafmonument van de familie Van Heukelum
Het grafmonument van de familie Van Heukelum op de begraafplaats Daalseweg in de Nederlandse stad Nijmegen is een rijksmonument.

## Achtergrond
Het neogotische grafmonument werd opgericht voor Beatrix Elisabeth Helena van Heukelum-Ficq (1830-1877) en haar echtgenoot steenfabrikant Nicolaas Damianus van Heukelum (1827-1896). Ook hun kinderen Hendrik Nicolaas Maria van Heukelum (1860-1923) en Nicolaas Wilhelmus Antonius Jan Marie Hyacintus van Heukelum (1867-1868) werden in het graf bijgezet.

## Beschrijving
Het monument bestaat uit een zandstenen stele, waarop, in een nis onder een driepasboog, in hoogreliëf de opgestane Christus is verbeeld. Hij houdt zijn rechterhand zegenend geheven en in zijn linkerhand een kruisstaf met wimpel. Aan weerszijden van de voorstelling zijn pinakels geplaatst met hogels en kruisbloemen. In het voetstuk zijn twee familiewapens geplaatst tussen de takken van een levensboom, onder een Latijnse inscriptie in Gotische letters: 

EGO SUM RESURRECTIO ET VITA

Op de liggende hardstenen zerk zijn de namen en levensdata van de overledenen vermeld. Op de hoeken zijn gevleugelde figuren met aureolen te zien die mogelijk de vier evangelisten voorstellen. Een inscriptie in de rand van de steen luidt: 

CREDO IN UNUM DEUM PATREM OMNIPOTENTEM FACTOREM CAELI ET TERRAE VISIBILIUM OMNIUM ET INVISIBILIUM

## Waardering
Het grafmonument werd in 2002 in het Monumentenregister opgenomen vanwege de "architectuur- en kunsthistorische waarde als goed en gaaf voorbeeld van een grafmonument in neogotische stijl met rijk uitgevoerd beeldhouwwerk." Het is "van stedenbouwkundige waarde vanwege de ligging aan een van de belangrijkere paden van de begraafplaats. Het grafmonument heeft ensemblewaarde als functioneel onderdeel van een begraafplaats met een kenmerkend laat-19de-eeuws en vroeg-20ste-eeuws karakter." en "van cultuurhistorische waarde vanwege de funerair-historische en genealogische waarde van het grafteken."